# Pachimetria
La pachimetria è un esame diagnostico. Consiste nella misurazione dello spessore della cornea, la superficie trasparente dell'occhio posta davanti all'iride.

## Utilizzi
Serve a chi intende sottoporsi a un intervento di chirurgia refrattiva. Infatti, prima di modellare la cornea col laser, modificandone la forma con l'intento di eliminare vizi refrattivi (come la miopia, l'ipermetropia e l'astigmatismo), può essere opportuno sottoporsi a quest'esame: la superficie oculare deve essere sufficientemente spessa per poter intervenire.
Si rivela anche utile nel caso in cui sia stata rilevata un'ipertensione oculare o sia stato diagnosticato il glaucoma.
Lo spessore "normale" della cornea al centro è di poco superiore a mezzo millimetro (520-540 µm). In caso di ipertensione oculare o glaucoma i pazienti con cornea sottile hanno un maggior rischio di sviluppo e progressione della malattia, mentre quelli con una cornea spessa sarebbero più protetti. L'esame è indolore e richiede solo una piccola collaborazione da parte del paziente.